# تناهی استعلایی
تناهیِ استعلایی: پژوهشی دربارهٔ هستی‌شناسیِ بنیادینِ هایدگر کتابی از احمد رجبی (استادیار گروه فلسفه دانشگاه تهران) است که به شرح برداشت مارتین هایدگر از چگونگی وجود انسان می‌پردازد. این کتاب، در اصل، رسالهٔ دکتریِ نویسنده در دانشگاه تهران است که در سال ۱۳۹۶ برندهٔ جایزه رضا داوری اردکانی شد.
این کتاب همچنین در اسفند ۱۳۹۹ برگزیدهٔ کتاب سال ایران شد.

## محتوا
رجبی، کلیتِ اندیشهٔ هایدگر (اعم از اندیشهٔ متقدم و متأخر او) را متکی بر برداشت خاصی از نحوهٔ وجودِ انسان می‌داند و این نحوهٔ وجود را «تناهیِ استعلایی» یا «مطلقِ متناهی» می‌خواند. او تلاش می‌کند دیدگاهش را بر اساس شرح مهم‌ترین موضوعات مطرح در فلسفهٔ هایدگر با تأکید بر ایدهٔ مطلقِ متناهی، توضیح دهد. مؤلف همچنین شرحی از ایده‌های اصلیِ هستی‌شناسیِ پدیدارشناسانهٔ هایدگر، خصوصاً در کتاب وجود و زمان، ارائه می‌دهد. او دیدگاه خود را در نسبت با سنتِ اندیشهٔ غربی به‌ویژه سنتِ ایدئالیسمِ استعلایی، از کانت تا هوسرل بیان می‌کند و هایدگر را بخشی از همین سنت می‌داند. به‌عبارت‌دیگر، هایدگر از پرداختن به موضوعاتِ اصلیِ ایدئالیسمِ استعلایی، به دیدگاه خود دربارهٔ «مطلقِ متناهی» دست پیدا می‌کند.